# 경성 축구단
경성축구단(京城蹴球團)은 1933년에 5월 11일에 경성부 (현 서울특별시)를 연고지로 하여 창단되었던 축구단이다.

## 역사

### 창단 이전 (1918–1932)
경성축구단 창단 이전 서울 지역의 축구계를 주도하고 있던 것은 조선축구단이었다. 조선축구단은 1918년 서울을 연고로 조직된 불교청년회가 1926년 재정난으로 해산되자, 같은 해 소속 선수들을 규합하여 만든 축구단이었다. 조선축구단은 전국의 유명 선수들이 모여 있었다는 점에서 지금의 국가대표 팀에 비견될 만한 팀이었지만, 구단의 성격에 있어서는 사실상 경성을 기반으로 하는 지역 클럽의 모습을 띠고 있었다. 이는 일제 치하의 조선이 독립된 국가가 아니고 하나의 지방에 불과했다는 점, 공식적 축구협의체인 조선축구협회가 운영하는 팀이 아니었다는 점에서 그 이유를 찾아볼 수 있다. 서울의 조선축구단은 평양의 무오축구단과 함께 조선 축구의 양강 구도를 형성하였다. 이러한 구도는 양 도시의 전통적 라이벌 의식을 바탕으로, 경평대항축구전으로까지 이어졌다. 이렇게 볼 때 평양을 대표하는 클럽의 계보를 ‘무오축구단 → 평양축구단’으로, 경성을 대표하는 클럽의 계보를 ‘불교청년회 → 조선축구단 / 경성축구단’으로 정리할 수 있다.
여기서 경성축구단과 조선축구단의 관계에 주목할 필요가 있다. 평양축구단이 무오축구단을 계승했다고 할 수 있는 것은, 1933년 평양축구단이 창단되자 무오축구단이 여기에 완전히 흡수되어 소멸되었기 때문이다. 하지만 서울의 경우 경성축구단의 창단 이후에도 조선축구단이 별개로 존재하였다. 1933년 전조선축구대회 결승에서는 조선축구단과 경성축구단이 우승을 다투면서 서울 더비가 벌어지기도 하였으며, 조선축구단은 이후에도 전조선축구대회 준우승 및 일본, 중국원정 등 활발한 활동이 있었다. 때문에 경성축구단은 조선축구단을 흡수하여 계승한 것이 아니라, 조선축구단의 일부 인사 및 선수들이 분화되어 나갔다고 보는 것이 더 타당하다.
흥미로운 점은 조선축구단-경성축구단의 구도에서 미약하나마 지역내 라이벌 구도, 즉 서울 더비의 모습을 엿볼 수 있었다는 점이다. 경성축구단이 연희전문(현 연세대의 전신) 출신들이 주도하여 창단한 반면, 경성축구단의 창단 이후 조선축구단은 보성전문(현 고려대의 전신) 출신이 주도하였다. 이들 양교는 현재까지도 라이벌 관계로 유명하며, 당시에도 이들 출신 세력간 불협화음이 있었고 두 팀으로 분화가 된 것이었다. 물론 조선축구단 안에도 다양한 학교 출신들이 존재하였고, 경성축구단 역시 이후에는 보성전문 출신들이 주도하는 등, “조선축구단-보성전문, 경성축구단-연희전문” 식으로 명확히 일치시킬 수는 없다. 하지만 유럽이나 남미의 대도시에서와 마찬가지로, 1930년대 70만 인구를 넘어섰던 경성 역시 지역 클럽의 분화가 불가피했던 것은 분명하다. 이는 훨씬 적은 인구를 가졌던 평양과 대비되었다. 경성축구단의 주도 인물에 따른 팀 성격 변화는 이하에서 상술한다.

### 창단 (1933)
1929년 경성과 평양 양 도시의 명칭을 건 경평전이 최초로 열렸다. 하지만 이 때는 경성, 평양의 축구단이 공식적으로 창단되기 전으로, 학교 팀이나 사회인 팀에서 임의로 선수를 선발하여 팀을 구성하였다. 1931년까지 이후 운영상의 문제점으로 2년간 경평전은 열리지 못하였지만, 지역별로 축구에 대한 열기는 뜨거워졌다. 그리고 1933년 1월 평양에서 평양축구단이 공식 출범하였다. 기존에 평양을 기반으로 했던 무오축구단에서 한걸음 더 나아가, 체계적 지원 조직을 갖춘 전문적인 구단이 탄생하게 된 것이다.
한편 경성에서도 경성 지역을 대표하는 축구단 설립에 대한 분위기가 무르익었다. 3월 28일 경성의 체육계 인사 및 축구관계자들이 중심이 되어 준비위원회를 구성하였으며, 4월 6일에는 평양축구단 초청으로 평양에서 열린 경평전에 참여하게 되었다. 그리고 5월 11일 종로 백합원(百合園)에서 열린 전체회의에서 경성축구단을 발족시킴과 동시에 창단 성명을 발표했다.
창단 당시 조직은 다음과 같다.
이사장 : 여운형

이사 : 유억겸, 이용설, 배석환, 현정주, 김상익

간사 : 이영선, 이창진

감독 : 현정주
선수 : 이혜봉, 정용수, 이창룡, 강영필 (이상 연희전문), 이종만(연희전문OB)

박석연, 서형남 (이상 세브란스의전), 윤중호, 이용겸(세브란스의전OB)

김용식, 한우량, 하영득 (이상 보성전문), 송기우(보성전문OB)

이영민 (조선식산은행)1, 백기주(진남포)1, 송기수(송도고 교사)1, 유약한(철도국)

채금석, 최성손(경신중OB)
1. 이영민, 백기주, 송기수는 연희전문 출신이기도 함

경성축구단은 경평전과 전조선축구대회(FA컵의 전신) 등 여러 축구대회에 참가하며 본격적인 활동을 시작했다.

### 1930년대 중반
1934년은 경성축구단에게 첫 시련기였다. 백명곤이나 김원겸 같은 축구계 인물들을 중심으로, 당시 해산 상태에 있던 조선축구단을 재건하고자 하는 움직임이 있었다. 이들은 경성과 평양의 주요 선수들을 규합하고자 하였고, 때문에 경성축구단의 전력 차질은 불가피하였다. 이는 그 해 봄에 열린 정기 경평전에서 경성축구단의 부진으로 이어졌다. 또한 가을에 열린 전조선축구대회에서도 조선축구단이 결승에 올라 평양축구단과 우승을 다툰 반면, 경성축구단은 이름도 찾아볼 수 없었다.
하지만 1935년에서 1936년 사이 경성축구단은 최고의 전성기를 구가했다. 1935년 가을에 제8회 명치신궁경기대회에서 우승을 차지하였다. 이외에도 전조선축구대회 등 다수의 전국 대회 우승 타이틀을 획득한다.

### 1930년대 후반–1940년대 초반
1937년을 전후로 경성축구단은 다시 침체기를 맞았다. 경성축구단에 입단했던 보성전문과 연희전문 등 축구 명문교의 선수들이 해당 학교의 팀이나 OB 모임의 선수로 출전하면서 전력이 하락한 것이다. 여기에 축구에 대한 열기가 전국으로 퍼지고 여러 지방팀들이 창단되면서, 경성과 평양의 유명 선수들이 지방으로 스카우트되기도 했다. 이때까지 경성과 평양이 양분해오던 조선 축구의 절대적 구도가 무너지기 시작한 것이다.
1940년대 초 평양축구단은 경성축구단의 주축이던 김용식 및 그의 보성전문 일파들을 영입했다. 또한 당시 서울 근교 마을이었던 마장 축구단이 경성의 주요 선수를 영입하여 경성축구단의 전력은 더욱더 약화되었다. 1942년, 이러한 흐름을 뒤집고자 경성축구단은 유명 선수들을 영입하여 부활을 시도했다. 그러나 이러한 시도도 잠시, 곧 일본의 구기종목 금지로 팀은 사실상 와해되었다.

### 해단
1945년 해방과 함께 축구 경기도 재개되었다. 하지만 곧 이은 38선의 등장으로 남북간의 왕래는 어려워지고, 경평전의 개막도 힘들어진다. 이는 각 도시 축구단에도 영향을 미치는데, 선수들의 사상적 경향이나 본래의 출신지에 따라 이합집산이 이루어졌다. 평양축구단의 선수들 중 일부가 월남을 택하는가 하면, 경성축구단의 선수들 중의 일부도 같은 방식으로 월북을 하게 되었던 것이다. 일제 말기 구기종목금지로 한 차례 존재의 위협을 받았던 축구 클럽들은, 분단으로 인해 지역 대항이라는 축구의 성격을 잃고 팀들이 와해되었다. 무엇보다 1940년대부터 등장한 실업팀들로 인해, 순수 지역 연고를 바탕으로 하는 축구단들은 점차 쇠퇴의 길로 접어들었다. 그리고 1950년 발발한 한국전쟁은 그러한 지역 기반 클럽 축구의 쇠락에 종지부를 찍는다. 경성축구단도 이와 비슷한 해체의 길을 걸었다.
물론 1946년 3월 해방 후 처음이자 마지막으로 경평전이 개최되었고해방 후 미군정이 들어서면서 경성부가 서울로 공식적으로 변경됨에 따라 서울軍이라는 이름을 사용했으며 1947년 4월에는 서울축구단이라는 이름으로 상해 원정에 나섰다. 하지만 상해 원정에 나섰던 서울축구단의 성격은 대한축구협회가 구성한 사실상의 국가대표로, 한국 정부의 성립 전이라 국가명을 내세우지 않고 수도 서울을 팀 이름으로 내세운 것 뿐이었다. 때문에 지역 클럽으로서의 성격이 강했던 경성축구단과는 거리가 있을 수 밖에 없었다. 또한 선수 구성에 있어서도, 경성축구단이 주축이 되기는 하였으나 평양 함흥 등에서 월남한 멤버들이 가세한 연합 팀의 성격이 강했다.
결국 정확한 시기는 알려지지 않았지만 이러한 축구계 상황과 더불어 한국전쟁이 발발하면서 자연스럽게 해단이 된 것으로 추정된다.

## 주요 인물 및 선수

### 여운형
일제시대 독립운동가이자 정치인, 언론인이었던 여운형은 체육계에서도 유력한 인사였다. 경기도 양평에서 태어나 젊은 시절 중국, 일본 등지에서 독립운동을 하던 그는 1929년 체포되어 국내로 압송 되었고, 이후 1930, 40년대를 서울에서 보냈다. 1933년 경성축구단의 이사장을 시작으로, 1934년 조선축구협회(현 대한축구협회의 전신) 회장, 1935년 조선체육회(현 대한체육회의 전신) 회장을 역임하였다. 한편 그는 사민주의 중도 좌파 성향의 조선중앙일보사 사장이기도 했다. 조선중앙일보사는 1933년 이후 경평전 축구대회 및 전조선도시대항축구대회의 후원을 맺기도 하였으며, 지면에 스포츠 면을 따로 싣는 등 당시 조선의 체육계와도 밀접한 관련이 있었다.

### 김용식
1936년 베를린올림픽 및 1948 런던올림픽에 선수로 참가했으며, 1954년 스위스월드컵 당시 대한민국 국가대표팀의 감독을 역임하는 등, 한국 축구사에서 빼놓을 수 없는 인물이다. 황해도 신천 출신이지만 어린 시절 부모님을 따라 서울로 왔고, 경신중학교 재학 시절부터 서울 지역의 대표로 축구대회에 참가하고는 했다. 경성축구단의 창단 이전에도 경평전에 참가하였으며, 경성축구단이 창단되자 창단 멤버로 활동한다. 이후 경성축구단의 일본천황배 우승 등을 이끌지만, 1940년 이후 라이벌 팀인 평양축구단으로 스카우트된다. 하지만 1945년 해방 후 분단이 되자 다시 서울로 돌아와 대한민국에서 축구인의 생활을 한다.

### 이영민
이영민은 야구 선수로 더 많이 알려져 있지만, 사실 야구는 물론 축구, 육상 등 여러 스포츠 분야에서 두각을 나타내었다. 또한 그는 선수로서 뿐만이 아니라 체육 행정에 있어서도 두드러진 행적을 남겼다. 하지만 이영민은 선수 선발에 있어 출신학교 편중 때문에 비판받았는데, 예를 들어 세브란스 의전 출신 선수들은 대개 경기 수준이 떨어지는 후보들임에도 명단에 포함하였다. 이영민은 이후 축구보다는 야구에 더 관심을 보여, 1935년 경성축구단의 일본 원정에도 불참하였고 1930년 대 후반에는 경성축구단의 운영에 거의 참여하지 않게 되었다.

### 김원겸
평양 출신으로 1925년 평양 무오축구단에서 활약하다 1926년 조선축구단으로 온 뒤, 1930년대 초 경성축구단의 창단 작업에 참여하였다가, 1933년 다시 조선축구단으로, 그리고 1935년에는 평양으로 다시 소속을 바꾼 인물이다. 경성축구단의 창단 직전까지 경성 지역 대표 선수로 활동하였지만, 경성축구단의 창단 이후에는 사실상 경성과는 큰 관계는 없는 인물이다.

### 그외 선수
- 김경한[7]
- 김심식
- 낭용수[8]
- 박석부[8]
- 변홍석[7]
- 서경남[8]
- 서형남[4]
- 옹영필
- 윤중호[4]
- 유혁춘[7]
- 이갑식[7]
- 이영선[9]
- 이종만[4]
- 이창용[4]
- 전인수[7]
- 정용수[7]
- 한우간[4]

## 역대 감독
- 현정주[4]
- 최성면[10]

### 주도 인물에 따른 구단 성격의 변화[11]
| 김원겸 | –창단 전           | - 보성전문 출신들이 중심이 됨. - 김원겸은 창단 직전까지 경성축구단의 중심이었으나, 이후 조선축구단 운영에 더 몰두함. - 명칭은 '전경성'을 사용, - 유니폼은 상의 반반이 적색과 백색 바탕에 왼쪽 가슴에 S자 착용.          |
| 이영민 | 창단–1930년대 후반 | - 연희전문 출신들이 중심이 됨. - 1933년 창단의 중심이 되었으며 1934년 이후 경성축구단의 실질적인 중심이 됨. - 명칭은 '경성군'을 사용하였으며, - 유니폼은 진홍색 바탕에 흰색으로 크게 V자를 넣은 옷 혹은 백색의 옷 착용. |
| 김용식 | 1930년대 후반–해단 | - 보성전문 출신들이 중심이 되었으나 김용식 자체는 김-이 계열 모두와 친밀. - 특히 같은 경신중 출신(이혜봉, 채금석, 박석연, 최성손)을 리드함.                                                                             |

창단 전에는 김원겸이 경성축구단의 주도적 인물이었고 때문에 그가 나온 보성전문 출신들이 구단의 중심이었다. 하지만 창단 준비과정에서 김원겸이 빠지고, 대신 이영민, 이용겸 등 연희전문 및 세브란스의전 출신들이 창단을 주도하게 되었다. 김원겸은 이후 조선축구단의 운영에 더 몰두하였고 경성축구단에서는 손을 뗀다. 이영민 역시 1935년 이후 경성축구단에서 활동을 중단하며, 이후 경성축구단은 김용식 중심의 팀이 된다.
공식적인 창단을 하고 경평전을 치루었으며 35년 일본 천황배를 우승한 것은 이영민이 중심이 된 경성축구단이었다. 그러나 주도 인물이 바뀌어도 멤버는 한 두명이 바뀌는 것일 뿐이어서, 팀 자체를 완전히 다르다고 볼 수는 없으며, 일반적 의미의 경성축구단은 이 모두를 포괄하는 것이 가능하다.

## 의미

### 남북축구 대표팀의 모태
경성축구단은 평양축구단과 함께 전국적인 축구붐을 이끌었으며, 해방 이후 각기 남북 국가대표팀의 모태가 되었다. 가난한 신생 독립국에 불과하던 대한민국과 조선민주주의인민공화국이 각각 1954년 스위스월드컵 본선 및 1966년 잉글랜드월드컵 8강 진출할 수 있었던 것은, 이러한 역사가 있었기에 가능했던 것이다.

## 유니폼 오해
흔히 경성축구단의 사진이라고 인터넷 상에 퍼져있는 사진들은 사실은 조선축구단의 사진이다. 상해원정 당시 선수들이 배에서 찍은 사진이나, 이탈리아 명문구단 유벤투스 FC 유니폼과 비슷한 흑색-백색 줄무늬의 유니폼을 입고 찍은 단체 사진 등은 경성축구단이 아닌 조선축구단의 것이다. 이 두 구단 간의 관계는 앞에서 상술한 바와 같다.
경성축구단 유니폼의 경우에도 흔히 알려진 바와 달리, 진홍색 바탕에 흰색 V자가 들어간 셔츠였으며 아래 인터뷰와 사진에서 확인할 수 있다.
이와 달리 조선축구단 및 창단 직전 경성팀(김원겸이 주도한 시기)은 적색-백색 줄무늬였다. 물론 창단 직전의 경성팀을 공식 창단 후 경성축구단의 역사로 간주한다면, 두 가지 모두 경성축구단의 유니폼으로 보는 데에 문제가 없다. 다만 흔히 알려진 흑색-백색 세로 줄무늬 유니폼의 경우, 흑백사진에 붉은색이 안 나타나 검은색으로 오인된 데서 비롯된 것으로 보인다.

## 역대 주요 성적
- 전조선축구대회
  - 우승 ● (2) : 1936
  - 준우승 ● (3) : 1933, 1938, 1939

## 같이 보기
- 서울특별시의 축구
- 평양 축구단
- 전경성축구단
- 경평대항축구전
- 3도시대항축구전
- 전조선도시대항축구대회

## 참고자료
- 윤경헌, 최창신『축구 = 1 : 國技축구 그 찬란한 아침 』국민체육진흥공단, 1997, p. 43-66.
- 大韓蹴球協會 편 『韓國蹴球百年史』라사라, 1986, p. 231.